# NGC 6036
NGC 6036 је лентикуларна галаксија у сазвежђу Змија која се налази на NGC листи објеката дубоког неба.
Деклинација објекта је + 3° 52' 5" а ректасцензија 16h 4m 30,7s. Привидна величина (магнитуда) објекта NGC 6036 износи 13,2 а фотографска магнитуда 14,1. NGC 6036 је још познат и под ознакама UGC 10163, MCG 1-41-10, CGCG 51-32, KCPG 480B, IRAS 16020+0400, PGC 56950.